# Búðardalur
Búðardalur ist der Hauptort der Gemeinde Dalabyggð in der Region Vesturland im Westen Islands. Am 1. Januar 2023 hatte der Ort 246 Einwohner.

## Geografie
Der Ort Búðardalur liegt am Hvammsfjörður am nordöstlichen Ende der Halbinsel Snæfellsnes. Südlich von Búðardalur liegt das Haukadalur.

### Geschichte
Der Ort befindet sich auf altem Siedlungsland und wird bereits in der Laxdæla saga erwähnt, die insgesamt großenteils auf dem Boden der Gemeinde, nämlich im Laxárdalur spielt. Von einer Textstelle der Saga wird auch der Name des Hauptortes abgeleitet, der eigentlich von den bei den Wikingern üblichen Mischungen aus Zelten und niedrigen Mauern, genannt búðir herrührt.
Búðardalur war seit Jahrhunderten als Warenumschlagplatz bekannt, was zu der heutigen Bedeutung des Namens, Ladental passt.
1899 erhielt Búðardalur offiziell die Handelsrechte, als sich ein gewisser Bogi Sigurðsson als Kaufmann vor Ort niederließ. Ein altes Haus aus dieser Zeit existiert noch, wurde aber zwischenzeitlich nach Selfoss transferiert.

### Wirtschaft und Infrastruktur
Durch den Ort verläuft der  Vestfjarðavegur .
Es ist das Dienstleistungszentrum für die Einwohner der Gegend mit Kindergarten, Gesamtschule und Gesundheitszentrum (isländisch Heilsugæslustöð).
Außerdem gibt es Läden, eine Tankstelle und die Verwaltungseinrichtungen der Gemeinde Dalabyggð.
Neben kleineren Handwerksbetrieben stellt eine Molkerei einen bedeutenden Arbeitgeber vor Ort.
In Búðardalur setzt man verstärkt auf den Tourismus mit Ausbau von Gästehäusern, Restaurants und einem Museum.
Etwa 6 km südlich liegt der Flugplatz Búðardalur, zu dem es keine Linienflüge gibt.

### Kultur und Sehenswürdigkeiten
Leifsbúð beim Hafen beherbergt ein Museum zu Leifur Eiríksson.
In der Nähe liegt im Haukadalur Eiríksstaðir, der ehemalige Sitz Eriks des Roten, der von hier aus nach Grönland aufbrach. Ihm sind ein Besucherzentrum und kleines Museum vor allem dieser Zeit gewidmet.
Etwa 10 km nördlich von Búðardalur ist in dem Tal Saelingsdalur die historische Badeanlage Guðrúnarlaug, die in vielen Sagen erwähnt wird, besuchenswert.

## Einwohnerentwicklung
Die Gegend ist von Landflucht betroffen.
- 2011: 248 Einwohner[4]
- 1988: 303 Einwohner[1]